# Olympische Sommerspiele 1972/Bogenschießen

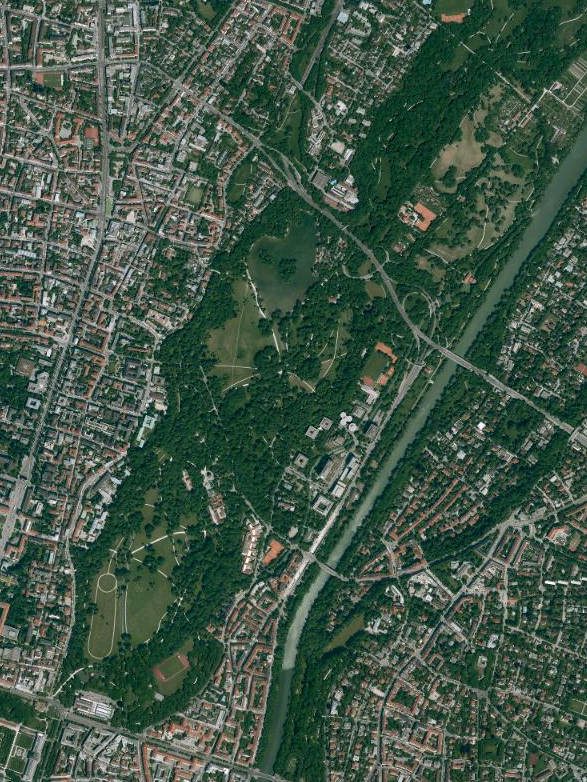
Luftbild des Englischen Gartens

Bei den XX. Olympischen Sommerspielen 1972 in München wurden erstmals seit 52 Jahren wieder Wettbewerbe im Bogenschießen ausgetragen. Auf dem Programm stand jeweils ein Wettbewerb für Männer und Frauen. Die Wettbewerbe wurden vom 7. – 10. September im Englischen Garten ausgetragen.
Nachdem in den frühen Jahren des olympischen Bogenschießens bei den Turnieren eine Vielzahl von Wettbewerben geschossen wurde, wurde in München das olympische Turnier im Bogenschießen als sogenannte doppelte FITA-Runde geschossen. In der FITA-Runde schossen die Frauen jeweils 36 Pfeile auf eine Distanz 70 m, 60 m, 50 m sowie 30 m Entfernung und die Männer auf 90 m, 70 m, 50 m sowie 30 m Entfernung. Insgesamt musste jeder Teilnehmer somit 288 Wettkampfpfeile schießen. Während bei den beiden längeren Distanzen, sowohl bei Männern wie auch bei Frauen, auf Zielauflagen mit 122 cm Durchmesser geschossen wurde, wurde für die beiden kürzeren Distanzen eine Auflage mit 80 cm Durchmesser verwendet.

## Bilanz

### Medaillenspiegel
| Platz  | Land               | Gold | Silber | Bronze | Gesamt |
| ------ | ------------------ | ---- | ------ | ------ | ------ |
| 1      | Vereinigte Staaten | 2    | –      | –      | 2      |
| 2      | Polen              | –    | 1      | –      | 1      |
| 2      | Schweden           | –    | 1      | –      | 1      |
| 4      | Finnland           | –    | –      | 1      | 1      |
| 4      | Sowjetunion        | –    | –      | 1      | 1      |
| Gesamt | Gesamt             | 2    | 2      | 2      | 6      |

### Medaillengewinner
| Disziplin     | Gold                | Silber                 | Bronze                 |
| ------------- | ------------------- | ---------------------- | ---------------------- |
| Einzel Männer | John Williams (USA) | Gunnar Jervill (SWE)   | Kyösti Laasonen (FIN)  |
| Einzel Frauen | Doreen Wilber (USA) | Irena Szydłowska (POL) | Emma Gaptschenko (URS) |

## Ergebnisse

### Männer
| Platz | Land | Athlet          | Punkte |
| ----- | ---- | --------------- | ------ |
| 1     | USA  | John Williams   | 2528   |
| 2     | SWE  | Gunnar Jervill  | 2481   |
| 3     | FIN  | Kyösti Laasonen | 2467   |
| 4     | BEL  | Robert Cogniaux | 2445   |
| 5     | USA  | Edwin Eliason   | 2438   |
| 6     | CAN  | Donald Jackson  | 2437   |
| 7     | URS  | Viktor Sidoruk  | 2427   |
| 8     | DEN  | Arne Jacobsen   | 2423   |

### Frauen
| Platz | Land | Athletin             | Punkte |
| ----- | ---- | -------------------- | ------ |
| 1     | USA  | Doreen Wilber        | 2424   |
| 2     | POL  | Irena Szydłowska     | 2407   |
| 3     | URS  | Emma Gaptschenko     | 2403   |
| 4     | URS  | Ketewan Lossaberidse | 2402   |
| 5     | USA  | Linda Myers          | 2385   |
| 6     | POL  | Maria Maczynska      | 2371   |
| 7     | PRK  | Gu Kim-ho            | 2369   |
| 8     | URS  | Alla Peunowa         | 2364   |